# Un chant d'amour
Un chant d'amour is een Franse film van Jean Genet uit 1950, die uitkwam in 1975.

## Verhaal
Vanuit hun cel slagen twee gevangenen erin om met elkaar te communiceren door een gaatje in de muur die hen scheidt. Met de stille hulp van een bewaker die hen gadeslaat door het klikraampje, beginnen zij een erotische liefdesrelatie met behulp van voorwerpen zoals een sigaret en een strootje.

## Rolverdeling
| Acteur               | Personage                          |
| -------------------- | ---------------------------------- |
| Java                 | hand die de bloementuil vasthoudt  |
| André Reybaz         | schaduw                            |
| Lucien Sénémaud      | jonge getatoeëerde gevangene       |
| Coco Le Martiniquais | gevangene die wulpse dans uitvoert |

## Over de film
- In het begin van de jaren 50 werd homoseksualiteit beschouwd als een seksuele afwijking en de publieke vertoning ervan was strafbaar.
- De Franse muziekgroep Mansfield.TYA gaven in 2005 een "cine-concert" met deze film, die nooit een originele geluidsband had.